# Sergelen, Dornod
Sergelen (tiếng Mông Cổ: Сэргэлэн) là một sum của tỉnh Dornod tại miền đông Mông Cổ. Vào năm 2009, dân số của sum là 2.198 người.

## Địa lý
Sum có diện tích khoảng 4.169 km2. Trung tâm sum, Sergelen, nằm cách tỉnh lị Choibalsan 55 km và thủ đô Ulaanbaatar 655 km.

### Khí hậu
Sergelen có nhiệt độ trung bình hàng năm là 3 °C. Tháng ấm nhất là tháng 7, khi nhiệt độ trung bình là 26 °C và lạnh nhất là tháng 1, với -24 °C.  Lượng mưa trung bình hàng năm là 627 milimét. Tháng mưa nhiều nhất là tháng 6, với lượng mưa trung bình 128 mm và khô nhất là tháng 2, với lượng mưa 2 mm.

## Kinh tế
Sum có một trường học, bệnh viện, khu dịch vụ và bảo tàng.